# Pablo Urtasun
Pablo Urtasun Perez (ur. 29 marca 1980 w Urdiain) – hiszpański kolarz szosowy. Do zawodowego peletonu należy od 2005 roku. Jeździ w barwach baskijskiej drużyny Euskaltel-Euskadi.
Jako zawodowiec ma już kilka sukcesów na swoim koncie, przeważnie w hiszpańskich i portugalskich wyścigach etapowych. W 2006 roku wygrał jeden etap Volta al Alentejo, a na dwóch był trzeci. W tym samym roku zajął 2. miejsce w klasyfikacji generalnej Rheinland-Pfalz Rundfahrt. Przegrał tylko o 10 sekund z René Haselbacherem. Rok później wygrał etap Vuelta a La Rioja i jak do tej pory był to jego największy sukces. 
Jest szybkim kolarzem. Potrafi skutecznie zafiniszować z peletonu. 

## Najważniejsze osiągnięcia
- 2004
  - 1. miejsce na 3. etapie Vuelta a Navarra
- 2006
  - 1. miejsce na 1. etapie Volta al Alentejo
  - 2. miejsce w Rheinland-Pfalz Rundfahrt
- 2007
  - 1. miejsce na 3. etapie Vuelta a La Rioja
- 2008
  - 1. miejsce na 5. etapie Vuelta a Asturias
- 2009
  - 3. miejsce w Prueba Villafranca de Ordizia
- 2010
  - 1. miejsce na 1. etapie Vuelta a Asturias
- 2012
  - 1. miejsce na 7. etapie Tour of Britain
  - 2. miejsce w Vuelta a La Rioja
  - 3. miejsce w Vuelta a Castilla y León
- 2013
  - 2. miejsce w Klasika Primavera
  - 1. miejsce na 1. etapie Vuelta a Castilla y León